# غورام تيتراشفيل
غورام تيتراشفيل (بالروسية: Тетрашвили, Гурам Георгиевич)‏ (2 أغسطس 1988 بفلاديقوقاز في روسيا - ) هو لاعب كرة قدم روسي في مركز الدفاع. لعب مع أنجي محج قلعة ولوخ إينيرجيا فلاديفوستوك ونادي توسنو وFC Avtodor Vladikavkaz ‏ وFC Mashuk-KMV Pyatigorsk ‏ وFC Alania-d Vladikavkaz ‏.

## وصلات خارجية
- غورام تيتراشفيل على موقع قاعدة بيانات كرة القدم.إي يو (الإنجليزية)
- غورام تيتراشفيل على موقع Soccerway.com (الإنجليزية)
- غورام تيتراشفيل على موقع عالم كرة القدم.نت (الإنجليزية)